# Moravský zemský soud

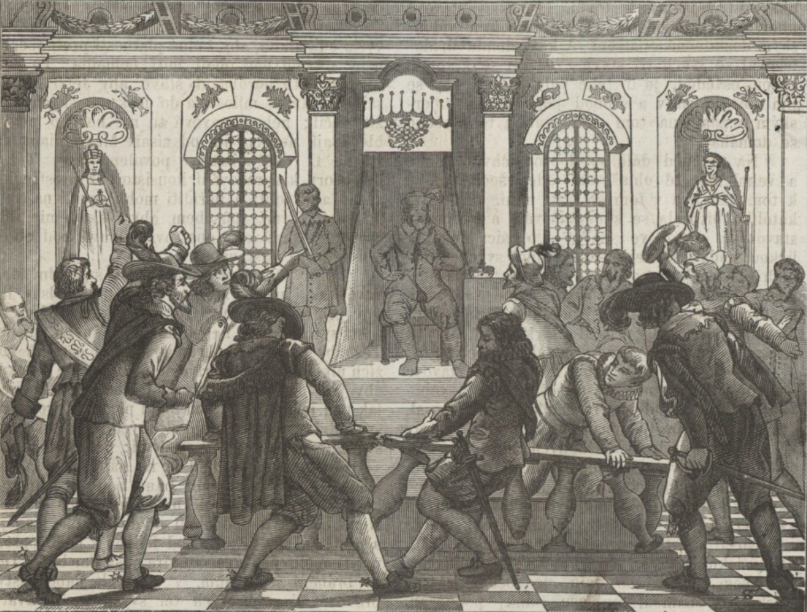
Bouřlivý výjev z Moravského zemského soudu (ilustrace J. Scheiwla, Česko-moravská kronika, 1881)

Moravský zemský soud, respektive Moravský soud zemský (německy Mährisches Landrecht, latinsky iudicium terre moraviae) byla instituce, kterou založil Karel IV. v roce 1348. Zemský soud zasedal střídavě v Olomouci a v Brně, neboť navazoval na tamní dřívější cúdy. Vzhledem k tomu byly vedeny i dvě řady moravských zemských desk.

## Uspořádání
Panovníka jako předsedu soudu zastupoval zemský hejtman, řízení ovšem také vedl zemský sudí, původně v každém městě jeden. Počet přísedících z panského stavu zpočátku ustálen nebyl, rytíři dosáhli zastoupení až v roce 1492, kdy bylo určeno 14 míst pro pány a šest pro nižší šlechtu (tři z Olomoucka a tři z Brněnska). Zasedání se kromě příslušných zemských úředníků účastnil i olomoucký biskup.
Soudní pravomoc byla obdobná jako u českého zemského soudu, rozšířená nicméně o záležitosti odúmrtí, které v Čechách vyřizoval dvorský soud. Působil zde i stejný menší zemský soud. V roce 1493 byly sloučeny oba úřady komorníka a sudího olomouckého a brněnského v jediný, soudy však i nadále zůstaly dva. Písař byl od roku 1351 jediný. Termíny olomouckého soudu byly 6. ledna a 24. června, po roce 1576 až 24. srpna. Termíny brněnského soudu byly původně o datech stanovených v Olomouci, později neděle po sv. Kunhutě a druhá neděle postní, po roce 1576 dne 11. listopadu a neděle provodní, to jest první neděle po Velikonocích. Po roce 1642 soud zasedal už jen v Brně.
Na základě moravského vzoru vznikly i samostatné zemské soudy na Opavsku a Krnovsku.